# Anouk Matton
Anouk Matton (Leopoldsburg, 18 december 1991), beter bekend als MATTN, is een Belgische zangeres, influencer en EDM-DJ.

## Carrière

### DJ
In 2016 maakte Matton haar debuut op de mainstage van Tomorrowland. In 2018 kwam ze op de 72ste plaats te staan in de Top100-lijst van het Britse DJ Magazine. Matton won in 2019 de award voor ‘Best Belgian Act‘ op de MTV Europe Music Awards.

### Zangeres
Op 3 juli 2020 brachten Matton en Regi samen hun eerste single "Don't Tell 'Em" uit. Door deze samenwerking werd ze benaderd door het management van het Roemeense duo Shoeba, waar ze later ook een single mee uitbracht.
Ze deed ook mee aan The Masked Singer in België als Vlinder waarbij ze in de vierde aflevering het spel moest verlaten.

### Televisie
In 2021 kreeg Matton haar eigen realityreeks Anouk Matton Privé op VTM. De eerste aflevering, uitgezonden op 27 september 2021, werd in de pers op heel wat kritiek onthaald. Matton was ook te zien in het programma The Best Of op VTM waar ze voor het eerst voor haar man Dimitri Vegas zingt. In 2022 had ze een cameo in Echte Verhalen: De Buurtpolitie VIPS.

## Persoonlijk
Matton is getrouwd met Dimitri Vegas. In 2021 werden ze ouders van een zoon.

## Discografie

### Singles
| Datum van verschijnen | Single               |
| --------------------- | -------------------- |
| 26 juni 2016          | How We Roll          |
| 14 april 2017         | Let The Song Play    |
| 11 mei 2018           | Late                 |
| 23 november 2018      | Jungle Fever         |
| 1 maart 2019          | Don't Say A Word     |
| 19 juli 2019          | Lone Wolves          |
| 31 januari 2020       | Girlz Wanna Have Fun |
| 3 juli 2020           | I Won't Tell         |
| 24 juli 2020          | Morning Mood         |
| 27 november 2020      | Last Christmas       |
| 18 december 2020      | The Logical Song     |
| 29 januari 2021       | Anyway               |
| 12 maart 2021         | You Give Me Life     |